# Massimo Rotundo
 (novembre 2021).
Massimo Rotundo est un dessinateur de bande dessinée italien né à Rome le 11 avril 1955.

## Biographie
Il fréquente l'Académie des Beaux-Arts à Rome où il obtient son diplôme en décoration. Il commence sa carrière de dessinateur en travaillant avec l’Eura Editoriale en 1978 dans le magazine Lanciostory ; il dessine des bandes dessinées et des petites couvertures de magazines[source insuffisante]. Peu de temps après, son nom apparaît dans des magazines tels que Heavy Metal ou L'Echo des Savanes.
Au début des années 1980, Rotundo collabore avec différents journaux : l'hebdomadaire de l'Eur Rotundo, ainsi que L'Eternauta, (brièvement) notamment le numéro 12 du magazine (février 1983). Il y publie Le dernier voyage à Délos, court récit de science-fiction, en couleurs, formé de quatre tables, sur des textes de Maria Teresa Contini.
Il participe de nouveau à ce magazine dix ans plus tard avec « Tigre Tigre », autre bande dessinée de science-fiction, écrite par Richard Barreiro. À la même période, il commence le septième numéro du magazine Orient Express (janvier 1983), avec un récit de bande dessinée intitulé « Le Pêcheur de Brooklyn », sur des textes de Richard Barreiro. Cette histoire de science-fiction se déroule dans un futur dévasté par l'homme.
Dans l’Orient express, il publie « Le détective sans nom », d’après le scénario de Luigi Mignacco, à partir du numéro 17 du magazine (décembre 1983). Les deux bandes dessinées sont reprises dans la collection Gli albi di Orient express. Dans le numéro 26 de l’Orient Express (novembre 1984), de nouveau d’après des textes de Barreiro, il réalise la courte histoire du détective privé Lou Alcaide, appelée Un dragon sur l'autoroute.
Il collabore à de nombreux magazines de mode, de style de vie, de bandes dessinées (Glamour ou Diva).
En 1985, il commence à travailler pour le magazine Comic Art, avec l'histoire La ville de non-retour, textes de Giuseppe Ferrandino. Dans Comic Art, on trouve les six épisodes de la bande dessinée Exotique, réalisée à quatre mains avec Franco Saudelli pour le supplément L'Espresso Più à partir de mai 1987. 
Dans le numéro 66 de Comic Art d’avril 1990, apparaît le personnage de Nina Tovarisc. Il est écrit et dessiné par Rotundo et par l'auteur de la bande dessinée Perestroïka. Dans une ambiance pseudo-communiste, des soldates, charmantes et à moitié nues, sont intéressées par tout, sauf par la guerre. Le premier épisode, intitulé War Hot, montre un futur proche dans lequel la Russie n'a pas subi d'effondrement et où l'URSS est toujours debout.
Chez l'éditeur français Albin Michel, il publie en 1988 la série érotique Ex Libris Eroticis. Il devient connu en France. Il s’agit d’histoires très courtes qui mêlent érotisme et histoire culturelle. L’action se passe dans des lieux composés à partir d'une ville différente chaque fois. Chacune de ces villes est choisie comme un arrière-plan qui permet de revisiter, via la bande dessinée, la littérature érotique et l’illustration du début du XXe siècle. 
Cette bande dessinée est proposée à nouveau dans le magazine de bande dessinée pour adultes Bleu, à partir du numéro 4 d’Avril 1991. Le titre est Atlante Erotico. Elle est reprise enfin en volume sous le titre Ex Libris eroticis. Rotundo collabore avec le magazine Bleu dès le premier numéro : il publie quelques histoires courtes et réalise la couverture en janvier 1991. Pour Bleu, il réalise également la série érotique Chinagirl, qui se déroule dans une ambiance exotique d'Extrême-Orient. Il transcrit aussi en bande dessinée des œuvres littéraires comme La peau de chagrin d'après Honoré de Balzac. Il s'inspire du cinéma de Pier Paolo Pasolini, des scénarios de Jean Dufaux et des mythes grecs en bande dessinée de Luciano De Crescenzo.
À partir de 1998, il rejoint Sergio Bonelli Editore. Il s'implique, dès les premières étapes, dans la création du nouveau personnage Brendon, conçu par Claudio Chiaverotti. Il en réalise plusieurs épisodes. La série se déroule dans un futur post-atomique désolé, Brendon est un chevalier blanc classique[style à revoir]. À partir du numéro 46, les couvertures de la série, jusque-là réalisées par Corrado Roi, sont confiées à Rotundo. Depuis 2007, il s'occupe des couvertures de la mini-série Face Cachée, créée par Gianfranco Manfredi pour Sergio Bonelli Editore, et le dessinateur de certains épisodes. Pour les magazines comme Métal Hurlant, Torpedo, Seven, Rotundo a produit des histoires courtes et épisodiques.
Parmi ses œuvres en volume, figure la saga Prediction (scénarisée par Pierre Makyo et mise en couleur par Emanuele Tenderini), publiée par la maison d'édition Delcourt.
Rotundo est aussi peintre, sous le pseudonyme « Max Grecoriaz ». En 2015, il conçoit pour Sergio Bonelli Editore le Texone numéro 30 Tempête sur Galveston, écrit par Pasquale Ruju.

## Distinction
En 2018, il remporte les Golden Romics pour sa carrière. Martin Freeman et Tsukasa Hojo sont également récompensés.

## Cinéma
Rotundo est l'un des fondateurs et enseignants de l'école romaine de la bande dessinée. Il travaille pour de nombreux films et pièces de théâtre, comme illustrateur, avec la costumière Milena Canonero. Il a travaillé comme dessinateur pour le film Croisade de Paul Verhoeven, Titus de Julie Taymor (nommé pour un Oscar pour la conception des costumes), Wolfman de Joe Johnston, et Gangs of New York de Martin Scorsese. 
Dans l'industrie de l'animation, il crée le design des personnages de la série Ulysse. Mon nom est personne (Prix Kineo Diamanti-Cartoon On The Bay à Venise - Festival de Venise 2012) produit par la RAI et The Animation Band.

## Prix
- 1990 :  Prix Yellow-Kid du dessinateur italien, pour l'ensemble de son œuvre
- 2018 :  Prix Romics d'oro pour la carrière